# Флеровій
Флеро́вій (лат. Flerovium) — хімічний елемент IV групи, атомний номер 114, атомна маса — 289, позначається Fl. Раніше був відомий під тимчасовою назвою унунквадій (лат. Ununquadium, Uuq) або ека-свинець.

## Історія
Вперше елемент був отриманий в грудні 1998 року злиттям ядер кальцію-48 з ядрами плутонію-244:
{\displaystyle \mathrm {{}_{94}^{244}Pu} +\mathrm {{}_{20}^{48}Ca} \rightarrow \mathrm {{}_{114}^{288}Fl} +\mathrm {4{}_{0}^{1}n} }
{\displaystyle \mathrm {{}_{94}^{244}Pu} +\mathrm {{}_{20}^{48}Ca} \rightarrow \mathrm {{}_{114}^{289}Fl} +\mathrm {3{}_{0}^{1}n} }
Отримання елемента було підтверджено в 2004 і в 2006 рр. в Об'єднаному інституті ядерних досліджень спільно з Ліверморською національною лабораторією (США).

## Назва
Офіційну назву «флеровій» дано в честь російського фізика Г. М. Фльорова, керівника групи, що синтезувала елементи з номерами від 102 до 110. До того використовувалась тимчасова систематична назва «унунквадій» (лат. Ununquadium, Uuq), штучно утворена від коренів латинських числівників 1, 1, 4.

## Відомі ізотопи
У найстабільнішого ізотопу 289Fl зафіксований період напіврозпаду 21 секунда, що є дуже довгим в порівнянні із сусідніми елементами.
| Ізотоп | Маса | Період напіврозпаду | Тип розпаду                | зареєстровано подій |
| ------ | ---- | ------------------- | -------------------------- | ------------------- |
| 286Fl  | 286  | 0,13+0,04−0,02 с    | α-розпад, спонтанний поділ | 24                  |
| 287Fl  | 287  | 0,48+0,16−0,09 с    | α-розпад в 283Uub          | 16                  |
| 288Fl  | 288  | 0,80+0,32−0,18 с    | α-розпад в 284Uub          | 12                  |
| 289Fl  | 289  | 2,7+1,4−0,7 с       | α-розпад в 285Fl           | 8                   |